# (543375) 2014 BX64
(543375) 2014 BX64 ist ein großes transneptunisches Objekt im Kuipergürtel, das bahndynamisch als Cubewano (CKBO) eingestuft wird. Aufgrund seiner Größe gehört der Asteroid zu den Zwergplanetenkandidaten.

## Entdeckung
2014 BX64 wurde am 24. Januar 2014 von einem Astronomenteam, bestehend aus B. Gibson, T. Goggia, N. Primak, A. Schultz und M. Willman, im Rahmen des Pan-STARRS-Projekts mit dem 1,8-m-Ritchey Chretien-Teleskop (PS1) am Haleakalā-Observatorium (Maui) entdeckt. Die Entdeckung wurde am 17. Juli 2016 bekanntgegeben.
Nach seiner Entdeckung ließ sich (543375) 2014 BX64 auf Fotos, die im Rahmen des Sloan Digital Sky Survey–Programmes (SDSS) am Apache-Point-Observatorium (New Mexico) gemacht wurden, bis zum 14. Januar 2002 zurückgehend identifizieren und so seinen Beobachtungszeitraum um zwölf Jahre verlängern, um so seine Umlaufbahn genauer zu berechnen. Bisher wurde der Planetoid nur durch das Pan-STARRS- und das Apache-Point-Observatorium beobachtet. Im September 2018 lagen insgesamt 161 Beobachtungen über einen Zeitraum von 17 Jahren vor. Die bisher letzte Beobachtung wurde im März 2018 auch wieder am Pan-STARRS-Teleskop durchgeführt. (Stand 27. März 2019)

## Eigenschaften

### Umlaufbahn
(543375) 2014 BX64 umkreist die Sonne in 269,80 Jahren auf einer fast kreisförmigen Umlaufbahn zwischen 39,84 AE und 43,66 AE Abstand zu deren Zentrum. Die Bahnexzentrizität beträgt 0,046, die Bahn ist 11,17° gegenüber der Ekliptik geneigt. Derzeit ist der Planetoid 42,06 AE von der Sonne entfernt. Das Perihel durchlief er das letzte Mal 1946, der nächste Periheldurchlauf dürfte also im Jahre 2216 erfolgen.
Marc Buie (DES) klassifiziert den Planetoiden als Cubewano, wobei er zu den bahndynamisch «heißen» klassischen KBO gehört, während vom Minor Planet Center keine spezifische Einstufung existiert; es ordnet ihn als Nicht–SDO und allgemein als „Distant Object“ ein.

### Größe
Derzeit wird von einem Durchmesser von 315 km ausgegangen, basierend auf einem Rückstrahlvermögen von 8 % und einer absoluten Helligkeit von 5,9 m. Ausgehend von diesem Durchmesser ergibt sich eine Gesamtoberfläche von etwa 312.000 km2. Die scheinbare Helligkeit von (543375) 2014 BX64 beträgt 22,21 m.
Da es denkbar ist, dass sich (543375) 2014 BX64 aufgrund seiner Größe im hydrostatischen Gleichgewicht befindet und somit weitgehend rund sein könnte, erfüllt er möglicherweise die Kriterien für eine Einstufung als Zwergplanet. Mike Brown geht davon aus, dass es sich bei 2014 BX64 um vielleicht einen Zwergplaneten handelt.
| Jahr                                         | Abmessungen km | Quelle   |
| -------------------------------------------- | -------------- | -------- |
| 2018                                         | 306,0          | Johnston |
| 2018                                         | 315,0          | Brown    |
| Die präziseste Bestimmung ist fett markiert. |                |          |